# Conrad von Blixen-Finecke
Conrad Fredrik Christian von Blixen-Finecke, född 18 november 1791 på Näsbyholms slott, Malmöhus län, död 24 oktober 1829 där, var en svensk-dansk friherre, kammarherre, militär och godsägare.

## Biografi
Conrad von Blixen-Finecke utsågs redan vid ett års ålder till fänrik vid Svea livgarde, men tillträdde befattningen med lön först 1810. År 1812 befordrades han till löjtnant vid Livgardet till häst. von Blixen-Finecke bevistade 1813–14 års krig i Tyskland och skickades av kronprins Karl Johan såsom kurir till Stockholm med underrättelse om kejsar Napoleons avsägelse. Han fick avsked 1815 och utsågs till kammarherre. Vid sin fars död i april 1829 blev han fideikommissarie till Dallund i Danmark och Näsbyholms slott i Skåne.

## Familj
Conrad von Blixen-Finecke tillhörde den friherrliga ätten von Blixen-Finecke nr 258. Han var son till generallöjtnanten friherre Carl Philip von Blixen-Finecke och friherrinnan Sofia Magdalena von Essen. Han gifte sig den 10 december 1814 i Växjö med friherrinnan Charlotta Lovisa Gyllenkrok, dotter av majoren friherre Axel Ture Gyllenkrok och grevinnan Charlotta Mörner af Morlanda. De fick två söner och två döttrar. Det äldsta barnet, hovjägmästaren friherre Carl von Blixen-Finecke var under en kort period Danmarks utrikesminister och ärvde faderns båda fideikommiss.

## Utmärkelser
- Riddare av Kungl. Svärdsorden, 24 april 1814.[1]